# 上海轨道交通5号线
上海轨道交通5号线，又名莘闵轻轨、莘闵线，是一条连接中华人民共和国上海市闵行区莘庄站至闵行开发区站与奉贤区奉贤新城站，是上海地铁运营的南北走向地铁线路，全长37.376公里，共设19座车站，于2003年11月25日通车运营。

## 概览
5号线原名上海市莘闵轻轨交通线工程，由上海申通集团有限公司、上海闵行城市建设投资开发有限公司、上海闵行联合发展有限公司组建的上海莘闵轨道交通线发展有限公司投资。线路由闵行区政府提出筹建，是唯一一条由区政府（闵行区）投资建设的轨交线路。最初由上海现代轨道交通股份有限公司负责运营，该公司的设立是上海市轨道交通体制改革的成果，是落实市有关部门关于轨道交通投资、建设、运营、监管纵向“四分开”和横向适度竞争原则的重大举措。2009年初，改由上海地铁第一运营有限公司运营。
相对于上海其他轨道交通线路，部分列车车辆编组只有每列4辆。采用的法国阿尔斯通列车（05C01）是首次由上海本地组装制造。在2020年12月26日前，5号线非南延伸段区间乘坐起步票价2元，超出该段的均为3元起步，直至2020年12月26日起恢复全网络统一票价。
5号线的线路标志色为  Pantone 2582C （C=49 M=78 Y=0 K=0）。

### 线路数据
- 营运里程：37.376km
- 站数：19
- 轨距：1435mm
- 动力电源：1500V直流（架空电线方式）
- 复线区间：全线
- 电气化区间：全线
- 高架区间：莘庄—奉浦大道/闵行开发区
- 地下区间：奉浦大道—奉贤新城

## 工程建设
5号线原为规划1号线的南段，南起现在的金山卫站，莘庄站以南沿沪杭公路、奉柘公路、江海路、南桥路、沪杭公路、沪闵路布置，并规划沿东川路的支线，现在的5号线即为其中的沪闵路段和沪杭公路段一部分以及支线。因闵行区希望尽早建成该段线路，上海市便以“上海莘闵轻轨交通线”名义立项上报给国家计委，项目建议书1994年8月23日获得批复。国务院办公厅1995年12月发通知从严管控城市快速轨道交通的立项与审批，但本项目违反其规定，在可行性研究报告未获得计委批复前，就于2000年8月8日开工建设。线路北起闵行区莘庄站，沿沪闵路往南至交通大学附近折向东川路；最初计划止于金平路站，后改为至闵行开发区站，全长17.206公里。除起点段的410米地面线外，均为高架线路。全线设11座车站和剑川路停车场1座。除莘庄站为地面站外，其余均为高架车站。工程总投资34.37亿元。2002年12月28日全线结构贯通，2003年11月25日试运行。
配合闵浦二桥的建设，南延伸西渡站与江川路站的车站结构，以及西渡至沪闵路东川路南侧（距预留分岔约1公里处）的轨道已作为“沪闵路—沪杭公路地方交通越江工程调整”先行开工建设。“沪闵路—沪杭公路地方交通越江工程”简称为闵浦二桥，它北起闵行区沪闵路东川路以北，南至奉贤区沪杭公路西闸路以南，全长为4.73公里。工程总体设计方案为公路与轨道交通上下叠合的布置形式，上层为公路双向四车道，下层为轨道交通5号线。大桥公路部分于2010年5月21日通车。

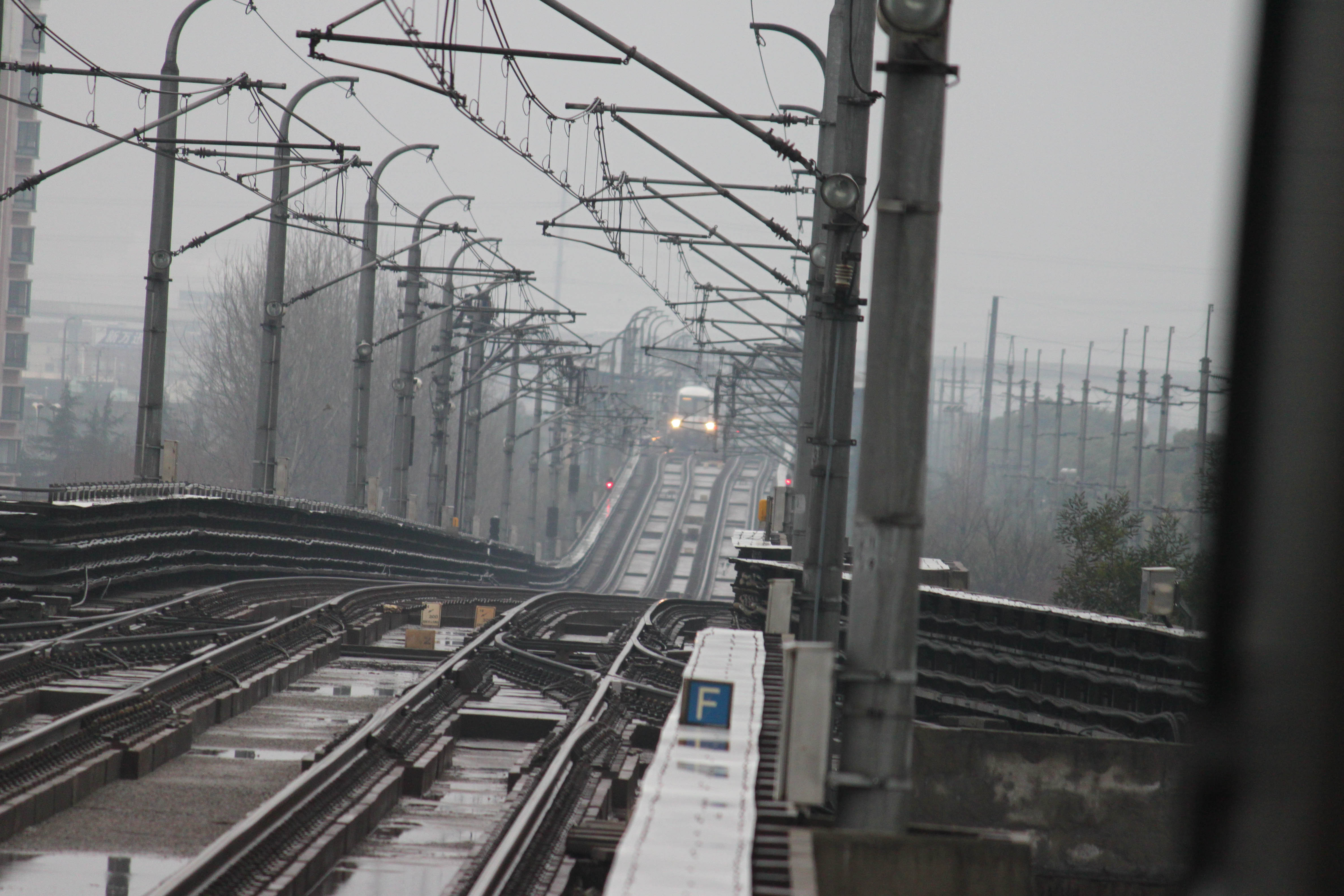
为南延伸段预留的道岔

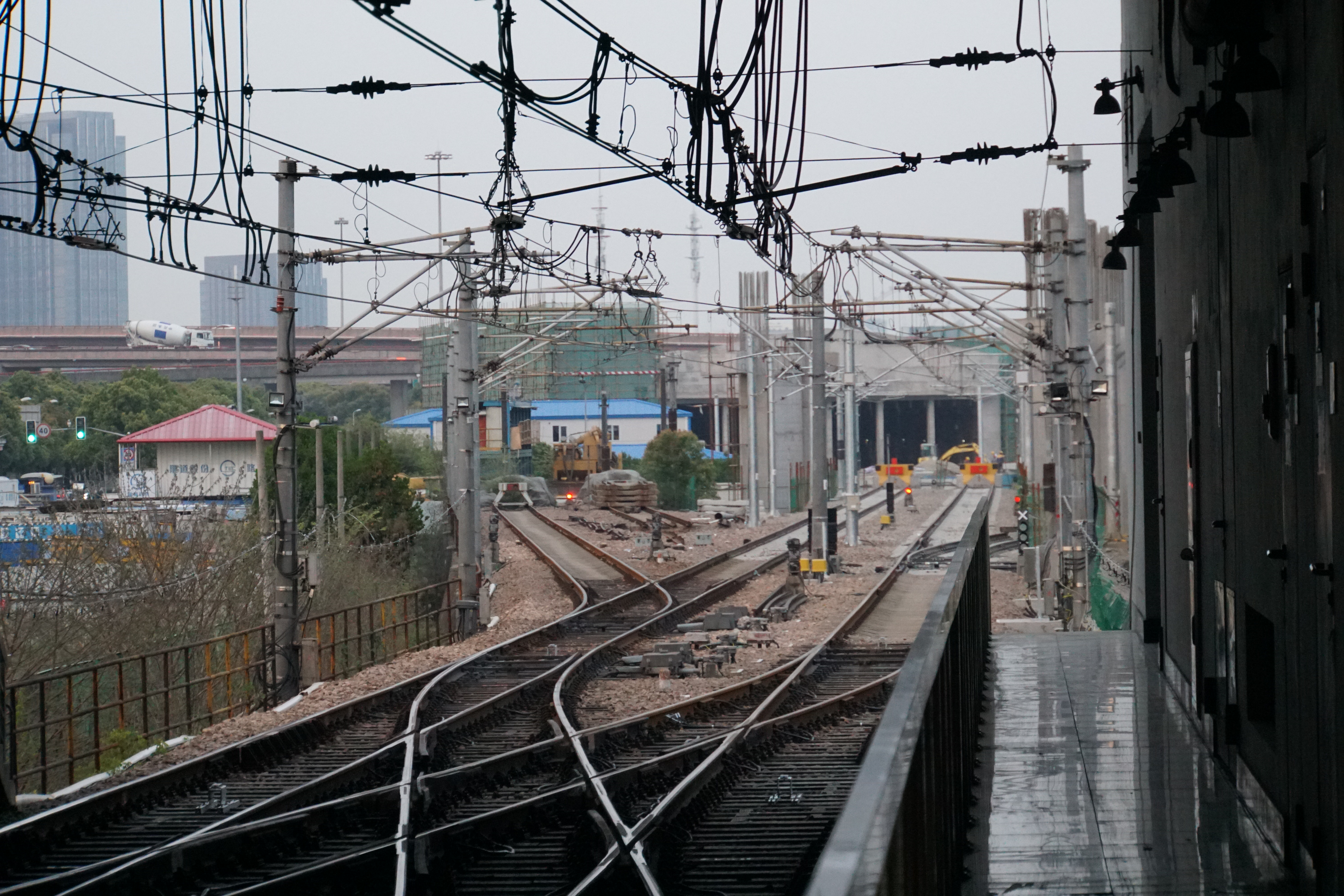
改建时的5号线折返段及莘庄辅助停车场

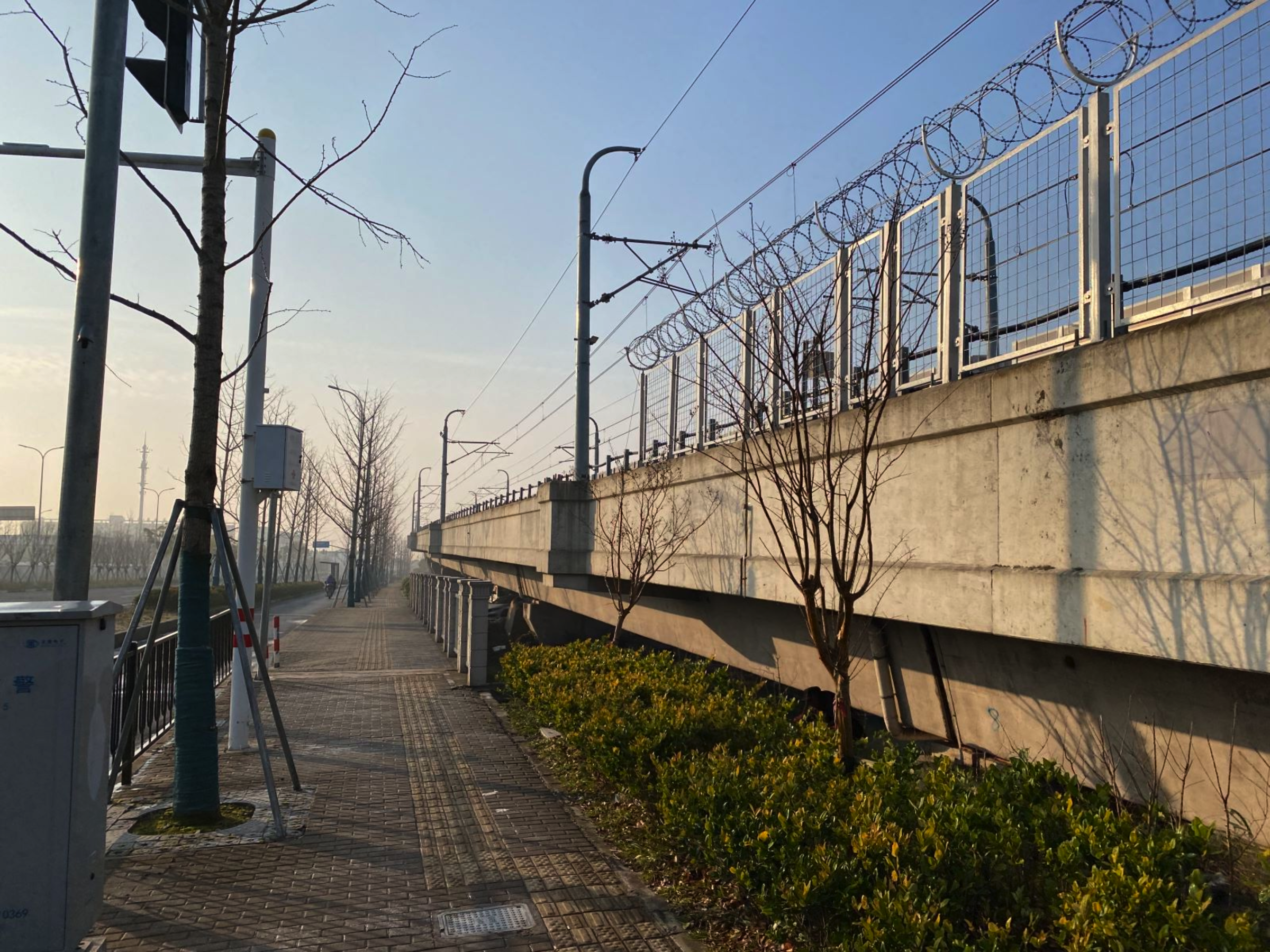
奉贤新城站往南从地下走向高架，通往预留的平庄公路站以及平庄公路车辆基地

南延伸段原为规划R1线（1号线）的东川路以南延段。为了方便奉贤区人民出行，经上海市政府的协商，原本闵行区政府投资建造的区内轨交决定跨越黄浦江延伸至奉贤区。南延伸工程线路长约19.628公里，按规划要求预留继续向南延伸的条件。地下线长约7.747公里，敞开段约0.668公里，高架线约11.213公里，设地下站4座、高架站5座，另新建平庄公路车辆段和莘庄停车场各一座。线路自东川路站以北的预留分岔引出，沿沪闵路，经闵浦二桥过江后沿沪杭公路至西渡，再经团南路折向东，过S4高速公路，至金海路向南，跨G1501高速公路后，沿金海路至平庄公路站。除了新建车站之外，此工程还包括东川路站的改造，在现站台两侧各添加一条轨道，使站台由侧式站台变为双岛式站台。其中工程总投资106.19亿元。于2014年6月30日以“西渡站—环城北路区间高架桩基工程”为名开工，于2018年12月30日建成通车。
由于5号线原线车站只能容纳4节编组车辆，但考虑到南延伸段车站为6节编组设计，需要对原车站进行改造，以适应开通后的客流增加。既有设施改造工程包括改建5号线莘庄站、春申路站、银都路站、颛桥站、北桥站、剑川路站等6座车站，将有效站台长度从80米增加到120米，并将既有的电动栏杆替换为半高安全门。改造莘庄站站后折返线，新建莘庄停车场出入段线，以及与1号线的联络线。改造相关的供电、通信、通风空调、给排水消防等系统，并结合环保要求在部分区段设置隔音屏障。工程总投资2.32亿元。

## 运营组织
2018年10月20日起，5号线进入信号改造施工二阶段后将同步启用新的列车运行图。莘庄站～东川路站在完成站台“4改6”扩建改造工程及信号系统升级改造后，首次全部开行新购入的6节编组列车，而东川路站～闵行开发区站将继续开行4节编组列车。运营从大小交路方式调整为分段运营方式，乘客需在东川路站进行“4/6”节编组列车的双向换乘，具体为：往闵行开发区站的乘客在东川路站下车，跨站台换乘4节编组列车；反之，乘客抵达东川路站后，换乘往莘庄站方向的6节编组列车，莘庄站～奉贤新城站加开“莘庄～萧塘”的小交路，直到运行图调整。
2020年12月26日起，5号线运行图再次进行调整，其中4节编组列车（05C01型担当）运行莘庄站-闵行开发区站交路；6节编组列车（05C02型担当）运行莘庄站-奉贤新城站交路。

## 车辆
列车设计时速80 km/h，长19.49米(Tc)/19.44米(Mp)，宽2.6米，为VVVF交流传动，设计寿命30年。
| 现名  | 原名 | 制造商           | 车辆编成             | 制造年代  | 车辆总数                  | 上线时间    | 昵称     |
| ----- | ---- | ---------------- | -------------------- | --------- | ------------------------- | ----------- | -------- |
| 05C01 | AC11 | 上海电气阿尔斯通 | 4小(Tc+Mp+Mp+Tc)     | 2002-2004 | 17列(0501-0513,0515-0518) | 2003/11/25- | 番茄炒蛋 |
| 05C02 |      | 中车长春轨道客车 | 6小(Tc+Mp+M+M+Mp+Tc) | 2017-2019 | 33列(0519-0551)           | 2018/10/20- | 紫罗兰   |

### 05C01型电动客车

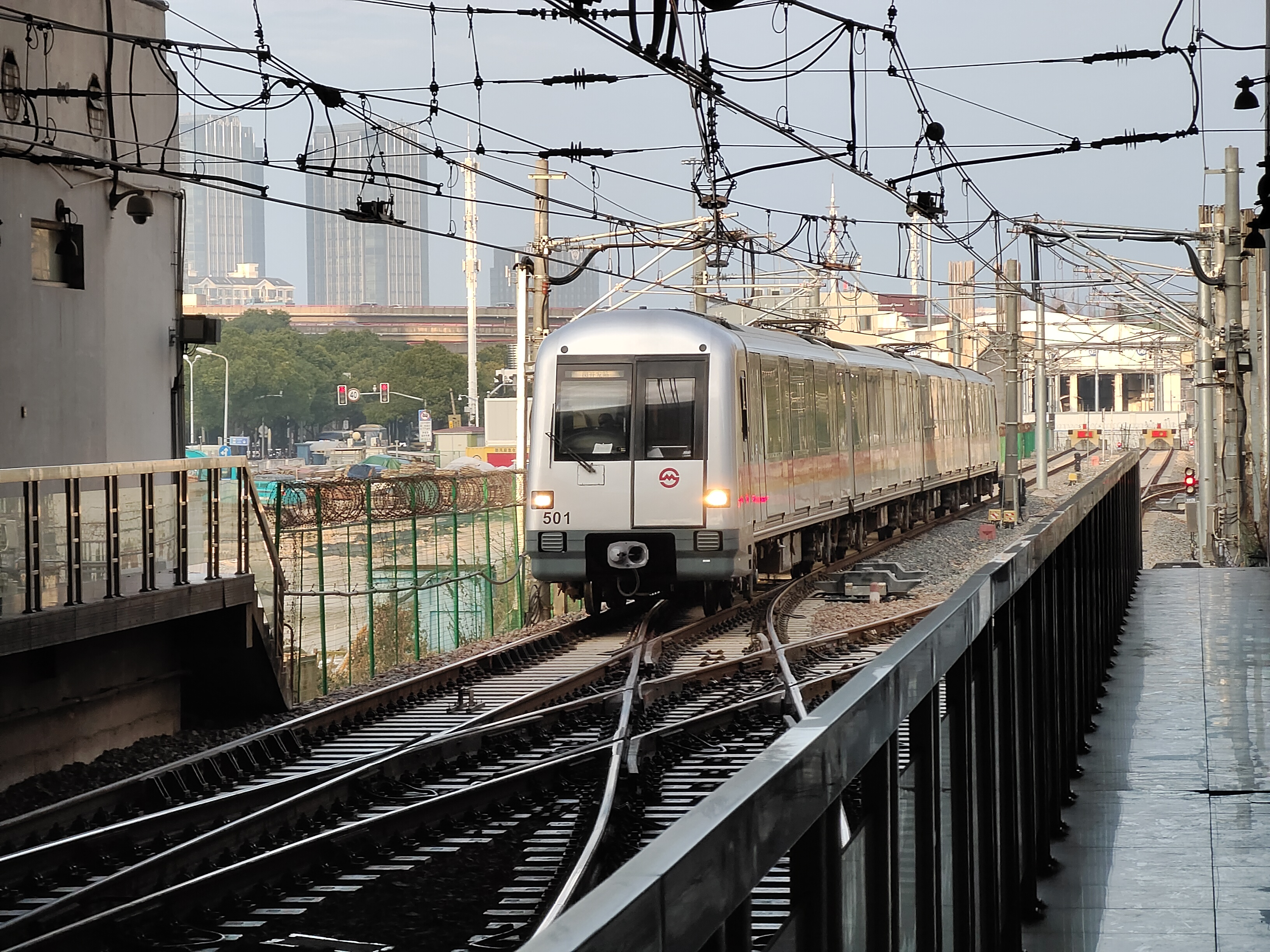
05C01型列车正进入莘庄站

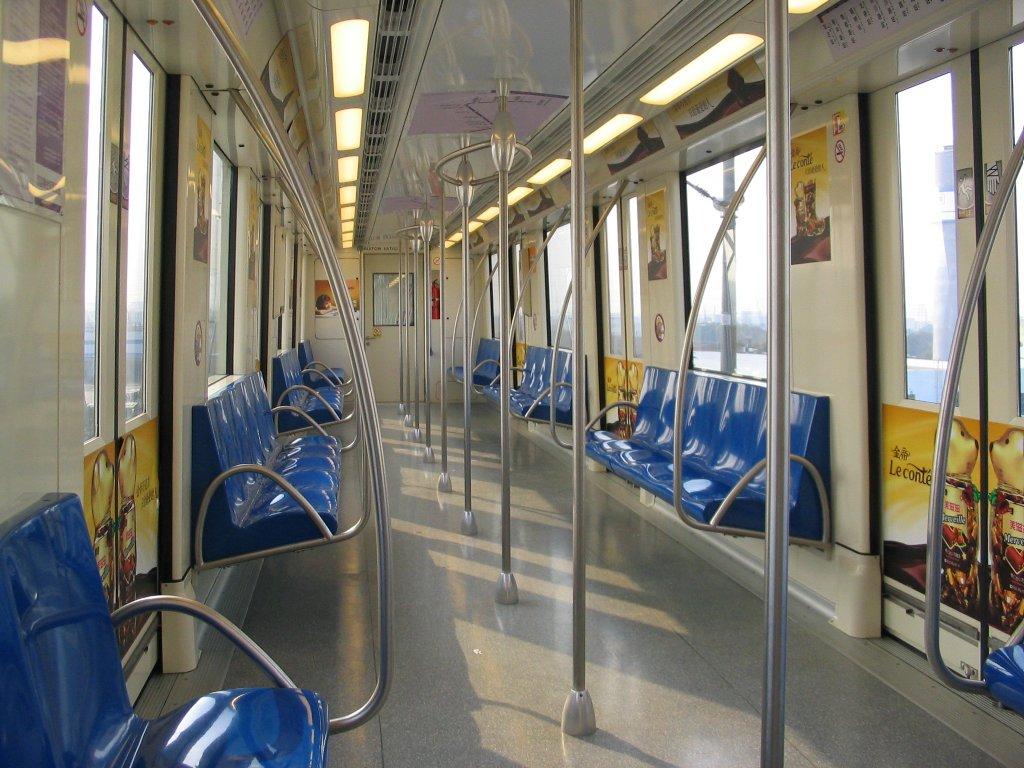
05C01型列车车廂

- 涂装：五号线列车车身以银、黑色为主色调，车身两边各有红橙黄色三色饰带
- 车厢：铝合金车体，总长77.86米，座位172，定员1170人，车厢之间不连通，是当前上海地铁唯一不设贯通道的现役列车
- 该批所有列车不设闪灯路线图和LED显示屏。

### 05C02型电动客车

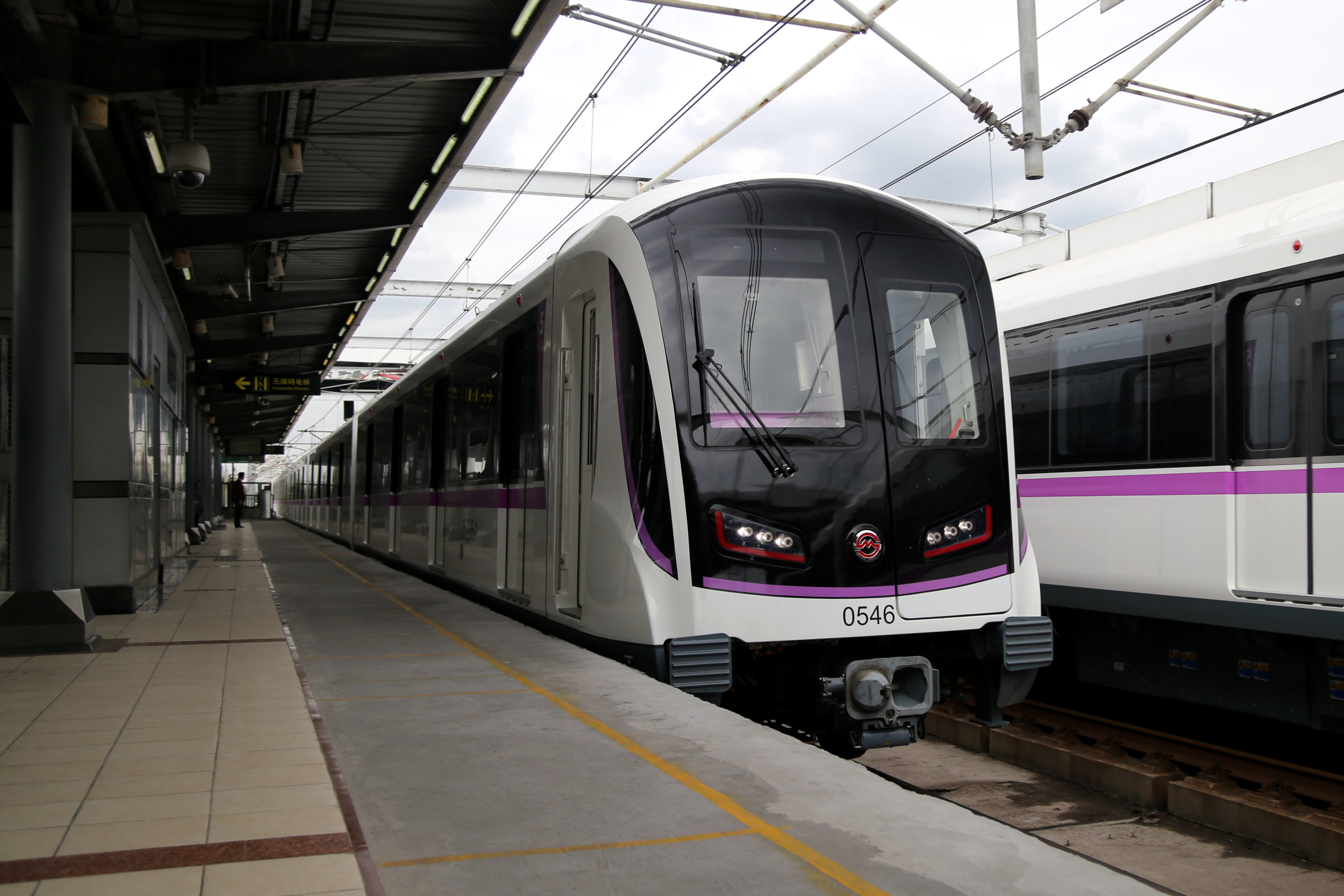
05C02型列车正进入剑川路站

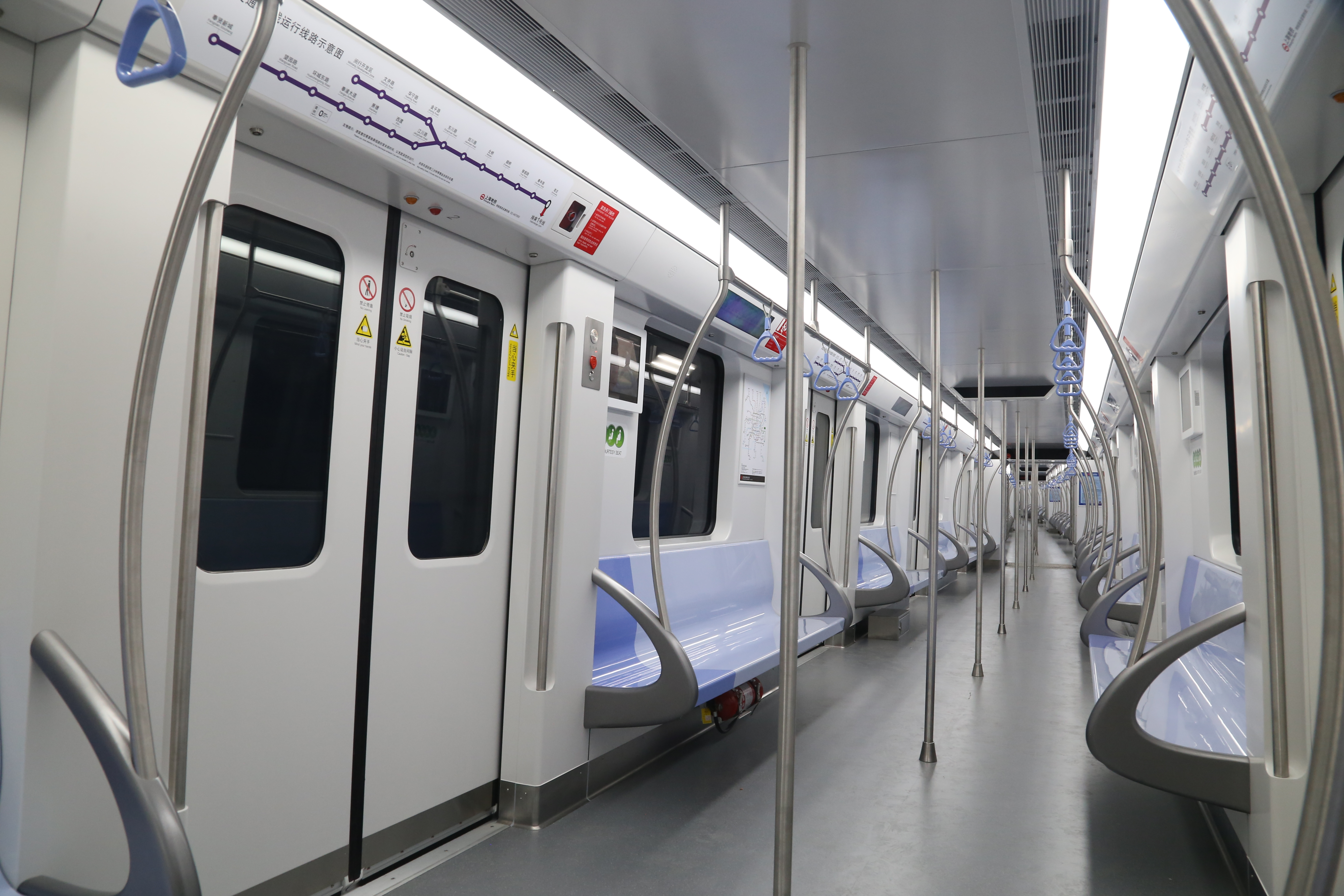
05C02型列车内部

- 涂装：新型列车车身以白、黑色为主色调，车身两边各有一条浅紫色饰带，车头侧面设浅紫色底板“5”字样
- 车厢：铝合金车体，宽2.6米，车厢之间连通
- 该批所有列车设LCD显示屏线路图。

## 车站一览

### 换乘站
- 15-金山莘庄 — 换乘1号线 站厅换乘，转乘金山线莘庄站

### 未來换乘站
- 5-嘉闵银都路 — 转乘嘉闵线银都路站
- 523东川路 — 换乘23号线 通道换乘
- 515-南枫望園路 — 换乘15号线 通道换乘，转乘南枫线望园路站

### 车站列表
| 阶段       | 站名       | 里程 （米） | 站间距 （米） | 换乘路线                                 | 所在地 | 车站形式       | 开门方向                                                |
| ---------- | ---------- | ----------- | ------------- | ---------------------------------------- | ------ | -------------- | ------------------------------------------------------- |
| 主线       | 莘庄       | 0           | -             | █ 1号线 █ 金山线 莘庄站                  | 闵行区 | 地面侧式       | 右侧                                                    |
| 主线       | 春申路     | 1588        | 1588          | —                                        | 闵行区 | 高架二层侧式   | 右侧                                                    |
| 主线       | 银都路     | 2663        | 1075          | █ 嘉闵线（在建）                         | 闵行区 | 高架二层侧式   | 右侧                                                    |
| 主线       | 颛桥       | 5420        | 2757          | —                                        | 闵行区 | 高架二层侧式   | 右侧                                                    |
| 主线       | 北桥       | 7971        | 2551          | —                                        | 闵行区 | 高架二层侧式   | 右侧                                                    |
| 主线       | 剑川路     | 10147       | 2176          | —                                        | 闵行区 | 高架二层侧式   | 右侧                                                    |
| 主线       | 东川路     | 11116       | 969           | █ 23号线（在建）                         | 闵行区 | 高架三层双岛式 | 左侧（往江川路/江川路来车） 右侧（往金平路/金平路来车） |
| 主线南延伸 | 江川路     | 12603       | 1487          | —                                        | 闵行区 | 高架三层侧式   | 右侧                                                    |
| 主线南延伸 | 西渡       | 14599       | 1996          | —                                        | 奉贤区 | 高架三层侧式   | 右侧                                                    |
| 主线南延伸 | 萧塘       | 17346       | 2747          | —                                        | 奉贤区 | 高架三层侧式   | 右侧                                                    |
| 主线南延伸 | 奉浦大道   | 20087       | 2741          | —                                        | 奉贤区 | 高架二层岛式   | 左侧                                                    |
| 主线南延伸 | 环城东路   | 22429       | 2342          | —                                        | 奉贤区 | 地下二层岛式   | 左侧                                                    |
| 主线南延伸 | 望园路     | 24328       | 1899          | █ 15号线（在建） █ 南枫线（在建）        | 奉贤区 | 地下二层岛式   | 左侧                                                    |
| 主线南延伸 | 金海湖     | 25544       | 1216          | —                                        | 奉贤区 | 地下二层岛式   | 左侧                                                    |
| 主线南延伸 | 奉贤新城   | 27198       | 1654          | —                                        | 奉贤区 | 地下二层岛式   | 左侧                                                    |
| 主线南延伸 | 平庄公路   | 30168       | 2970          | █ 奉贤线（规划） █ 嘉闵线（远期） 奉贤站 | 奉贤区 | 高架二层侧式   | 右侧                                                    |
| 支线       | 金平路     | 12575       | 1459          | —                                        | 闵行区 | 高架三层侧式   | 右侧                                                    |
| 支线       | 华宁路     | 14062       | 1487          | —                                        | 闵行区 | 高架三层侧式   | 右侧                                                    |
| 支线       | 文井路     | 15508       | 1446          | —                                        | 闵行区 | 高架三层侧式   | 右侧                                                    |
| 支线       | 闵行开发区 | 16613       | 1105          | —                                        | 闵行区 | 高架三层侧式   | 右侧                                                    |

1. ↑  相对列车运行方向而言。
2. ↑  平庄公路站为预留车站。

## 时刻表
本章节摘录的首末班车与列车运行间隔未必最新，请以上海地铁官网相关页面为准。

### 首末班车时刻表
| 车站名称   | 首班车发车时刻 | 首班车发车时刻   | 首班车发车时刻 | 末班车发车时刻 | 末班车发车时刻   | 末班车发车时刻 |
| 车站名称   | 奉贤新城方向 ↓ | 闵行开发区方向 ↓ | 莘庄方向 ↑     | 奉贤新城方向 ↓ | 闵行开发区方向 ↓ | 莘庄方向 ↑     |
| ---------- | -------------- | ---------------- | -------------- | -------------- | ---------------- | -------------- |
| 莘庄       | 05:50          | 06:00            | 06:12 （到达） | 22:40          | 22:35            | 22:44 （到达） |
| 春申路     | 05:52          | 06:02            | 06:10          | 22:42          | 22:37            | 22:42          |
| 银都路     | 05:54          | 06:04            | 06:08          | 22:44          | 22:39            | 22:40          |
| 颛桥       | 05:58          | 06:08            | 06:04          | 22:48          | 22:43            | 22:36          |
| 北桥       | 06:02          | 06:11            | 06:01          | 22:51          | 22:46            | 22:33          |
| 剑川路     | 06:05          | 06:14            | 05:58          | 22:54          | 22:49            | 22:30          |
| 东川路     | 06:07          | 06:16            | 05:55          | 22:56          | 22:51            | 22:27          |
| 江川路     | 06:12          | –                | 05:51          | 23:01          | –                | 22:23          |
| 西渡       | 06:18          | –                | 05:45          | 23:07          | –                | 22:17          |
| 萧塘       | 06:21          | –                | 05:42          | 23:10          | –                | 22:14          |
| 奉浦大道   | 06:24          | –                | 05:38          | 23:14          | –                | 22:10          |
| 环城东路   | 06:28          | –                | 05:35          | 23:17          | –                | 22:07          |
| 望园路     | 06:30          | –                | 05:32          | 23:20          | –                | 22:04          |
| 金海湖     | 06:33          | –                | 05:30          | 23:22          | –                | 22:02          |
| 奉贤新城   | 06:35 （到达） | –                | 05:28          | 23:24 （到达） | –                | 22:00          |
| 金平路     | –              | 06:19            | 05:57          | –              | 22:54            | 22:07          |
| 华宁路     | –              | 06:21            | 05:55          | –              | 22:56            | 22:04          |
| 文井路     | –              | 06:24            | 05:52          | –              | 22:59            | 22:02          |
| 闵行开发区 | –              | 06:26 （到达）   | 05:50          | –              | 23:01 （到达）   | 22:00          |

### 列车运行间隔

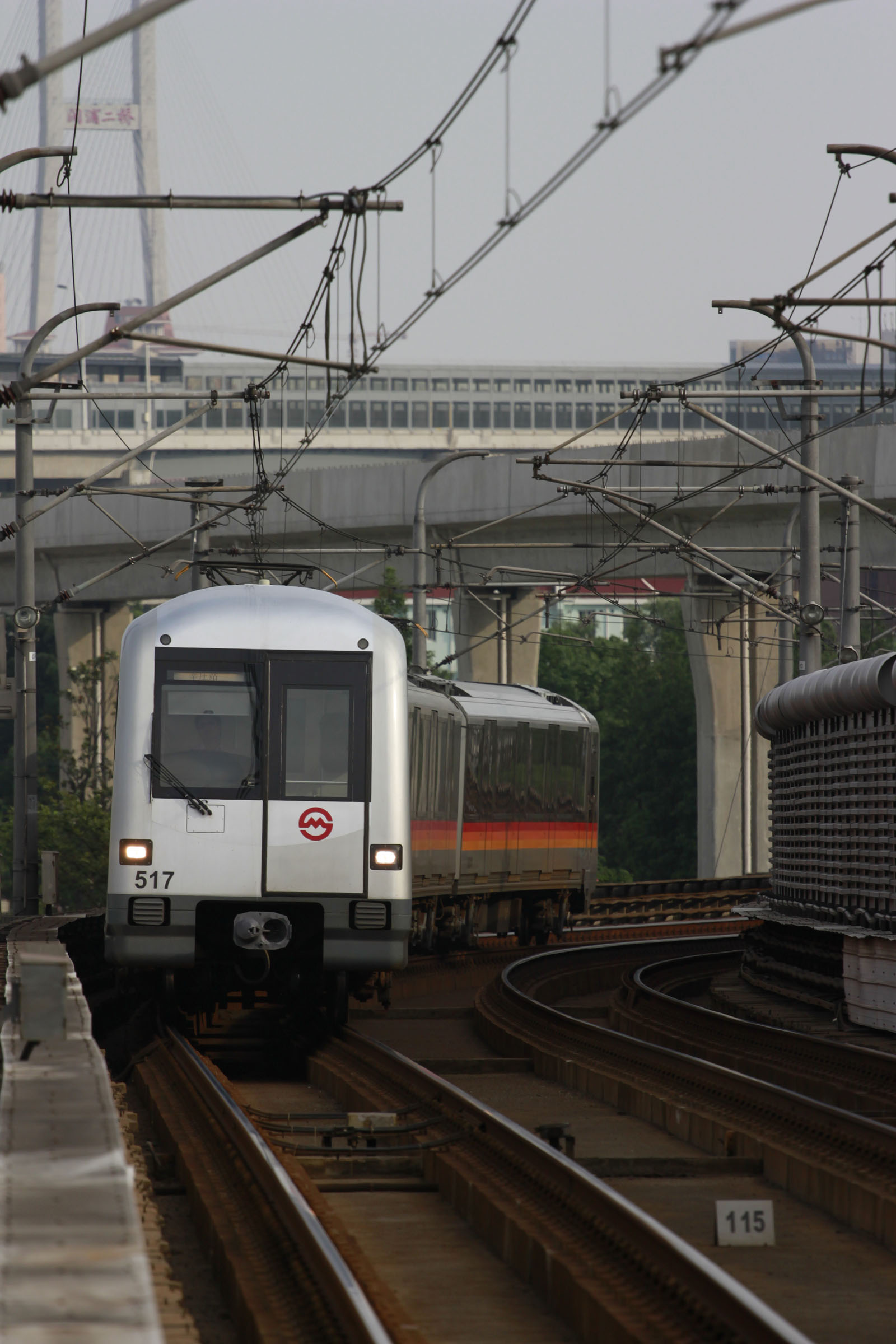
5号线列车接近东川路站

| 周一～周五（工作日） | 周一～周五（工作日） | 周一～周五（工作日） | 周一～周五（工作日） | 周一～周五（工作日） |
| 时段                 | 时段                 | 间隔                 | 间隔                 | 间隔                 |
| 时段                 | 时段                 | 莘庄—东川路          | 东川路—奉贤新城      | 东川路—闵行开发区    |
| -------------------- | -------------------- | -------------------- | -------------------- | -------------------- |
| 早高峰               | 7:30-9:30            | 平均2分30秒          | 平均3分45秒          | 平均7分30秒          |
| 平峰                 | 9:30-17:00           | 平均5分              | 平均10分钟           | 平均10分钟           |
| 晚高峰               | 17:00-20:00          | 平均3分钟            | 平均4分30秒          | 平均9分钟            |
| 其它                 | 其它                 | 7分30秒～10分钟      | 7分30秒～10分钟      | 7分30秒～10分钟      |
| 周六、周日（双休日） |                      |                      |                      |                      |
| 时段                 | 时段                 | 间隔                 | 间隔                 | 间隔                 |
| 时段                 | 时段                 | 莘庄—东川路          | 东川路—奉贤新城      | 东川路—闵行开发区    |
| 高峰                 | 7:00-20:00           | 平均4分钟            | 平均8分钟            | 平均8分钟            |
| 其它                 | 其它                 | 7分30秒～10分钟      | 7分30秒～10分钟      | 7分30秒～10分钟      |

## 沿革
- 1994年8月18日 项目建议书获国家计委批复[7]
- 1998年12月11日 上海久事集团与闵行区政府举行轨道交通莘闵线合作建设签约仪式[12]
- 1999年2月28日 莘闵线工程奠基仪式在沪闵路颛桥站工地举行[12]
- 2000年3月1日 上海久事集团与法国阿尔斯通公司签署“轨道交通莘闵线车辆合同”[12]
- 2000年8月8日 工程开工建设[13]
- 2001年12月 可行性研究报告获国家计委审批[14]
- 2002年8月8日 上海现代轨道交通股份有限公司接管运营[15]
- 2002年9月13日 进入设备安装调试阶段[16]
- 2002年12月28日 全线结构贯通
- 2003年11月25日 开始投入试运行[17]
- 2005年12月25日 莘庄站实现与1号线的“一票换乘”[18]
- 2008年12月8日 闵浦二桥合建段环境影响评价第二次公示[19]
- 2009年11月19日 南延伸（东川路站—南桥新城站）专项控制性详细规划公示[20]
- 2009年12月15日 南延伸（南桥新城站－平庄公路站）规划选线及停车场选址专项规划公示[21]
- 2010年5月6日 南延伸（东川路站－平庄公路站）选线专项规划（调整）公示[22]
- 2011年11月7日 南延伸工程报建[23]
- 2013年7月8日 南延伸工程环境影响评价公示[24]
- 2013年10月18日 南延伸工程环境影响评价第二次公示[25]
- 2013年12月24日 上海市环保局受理南延伸工程环境影响报告书[26]
- 2014年2月4日 上海市环保局批复南延伸工程环境影响报告书[27]
- 2014年4月24日 南延伸工程可行性研究报告批复[28]
- 2014年6月30日 南延伸桩基工程开始施工[29]
- 2014年12月18日 南延伸地下车站开工
- 2014年10月22日 既有设施改造工程报建[30]
- 2014年11月7日 既有设施改造工程环境影响评价报批前公示[31]
- 2015年1月12日 既有设施改造工程环境影响评价报批前公示（第二次）[32]
- 2015年2月15日 上海市环保局批复既有设施改造工程环境影响报告书[33]
- 2015年4月1日 既有设施改造工程可行性研究报告批复[34]
- 2016年9月15日 南延伸段地下段贯通
- 2018年3月16日 南延伸全线轨道贯通[35]
- 2018年8月20日 配合列车改造，早高峰降低运能[36]
- 2018年10月20日 05C02型列车上线运营，05C01运营区间缩为闵行开发区站—东川路站
- 2018年12月30日 南延伸（东川路站—奉贤新城站）工程通车[37]
- 2020年12月26日 05C01型列车恢复莘庄站—闵行开发区站运营，同时该段恢复网络统一票价[11]
- 2022年2月1日 至6日 莘庄站—颛桥站实施停运集中整治[38]

## 事故
2013年3月12日下午16时37分，有网友称，5号线一列车在闵行开发区站折返中由于挤岔导致第二节车厢脱轨，无人员伤亡，造成5号线晚点48分钟。晚点期间线路改为金平路－莘庄小交路运行，金平路－闵行开发区区间改由江川一路接驳车接驳。地铁方称事故为信号设备故障所致。
2024年2月23日6时12分，5号线支线受触网挂冰影响暂停运营，莘庄至奉贤新城单一交路运行，发车班次间隔延长。巴士二公司为此抽调10辆公交车安排乘客接驳。8时16分，5号线恢复正常运营。此次因触网挂冰引发的故障在上海地铁尚属首次。

## 未来发展
23号线金平路站至闵行开发区站区间与5号线支线段走向相同。由于23号线与5号线支线设计标准不一样，因此23号线将在现5号线支线附近建造地下线路运营，支线将来去向尚未有任何确定方案。
5号线主线南段建设时，在奉贤新城站与平庄公路停车场之间预留了平庄公路站，预计将会与临近的沪乍杭高铁奉贤站一同启用。除平庄公路站外，5号线另有4座预留站，但暂无建设规划。

## 争议
在南延伸段试运行期间收到浦江大楼居民投诉噪音问题，为有效控制列车开行噪音的影响，在不影响总体5号线运能的前提下，在东川路站—西渡站约2公里区段内，列车以限速20km/h运行；而地铁乘客投诉行车过慢，希望提速。2024年12月后，黄浦江南岸的居民区亦出现噪音污染。